# Saburtalolinjen

Linjekarta, där grön färg markerar Saburtalolinjen

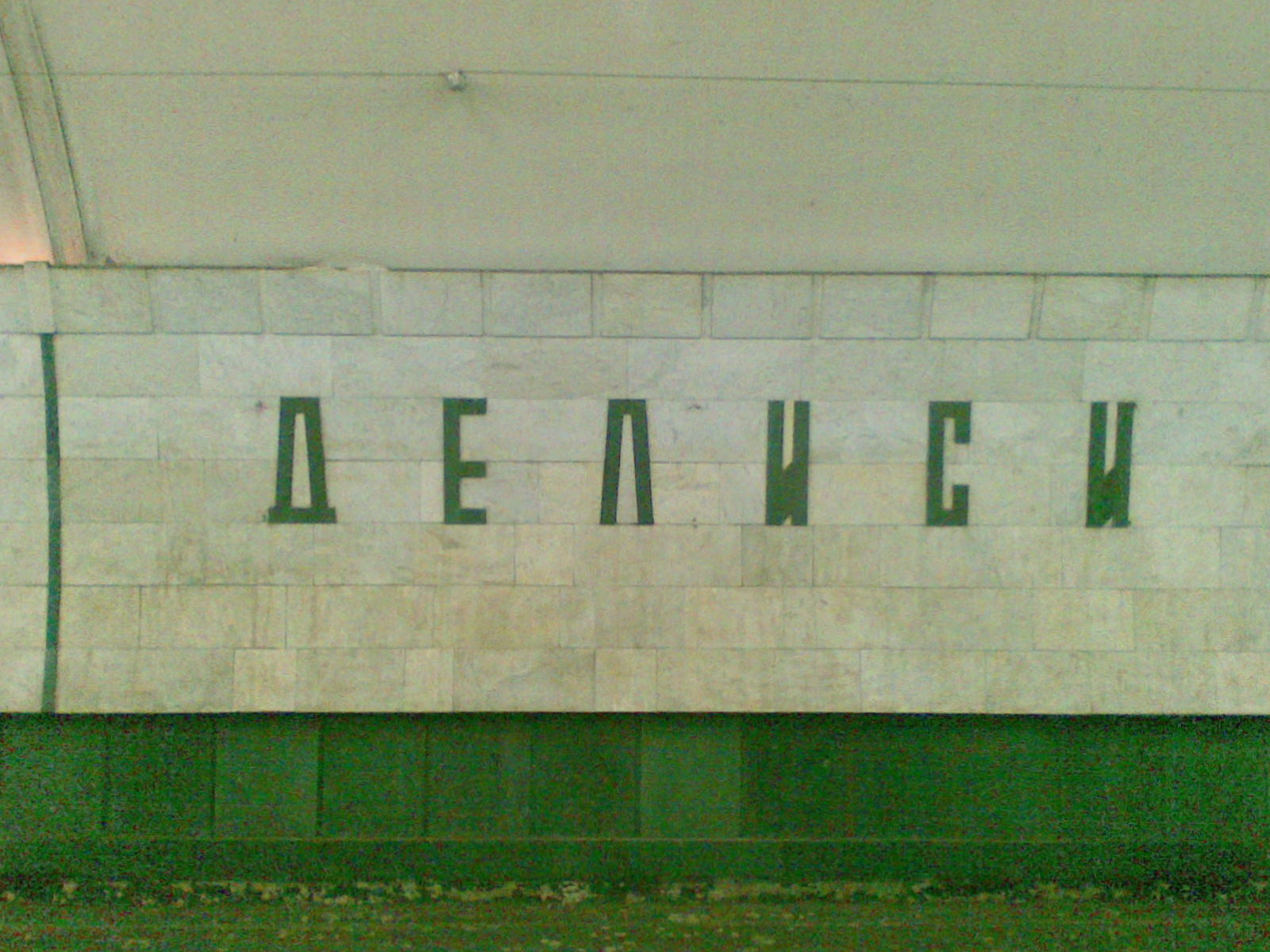
Delisistationens gamla ryska stationsskylt

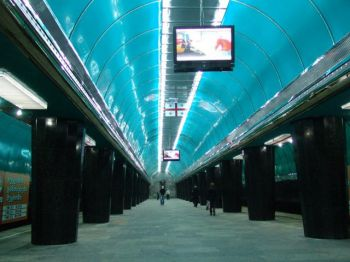
Den renoverade stationen Tsereteli

Saburatalolinjen (georgiska: საბურთალოს ხაზი; Saburtalos Chazi) är en av Tbilisis två tunnelbanelinjer. Linjen öppnades 1979 och har sedan dess byggts ut mot de västra delarna av staden.

## Lista över stationer
* Stationerna står i ordning väst-öst, ändstationer är markerade i fetstil, övergångsstationer står i kursiverad fetstil
*Universiteti (under konstruktion)
- Vazja Psjavela[2]
- Delisi[3]
- Sametitsino Instituti (Medicinska)[4]
- Teknikuri Universiteti[5]
- Tseretlis Gamzini (Tseretliavenyn)[6]
- Sadguris Moedani (Sadguristorget)[7]

## Historik
| Segment                  | Öppningsdatum     |
| ------------------------ | ----------------- |
| Vagzlis Moedani - Delisi | 22 september 1979 |
| Delisi - Vazja Psjavela  | 3 april 2000      |

### Namnbyten
| Station               | Tidigare namn     | År        |
| --------------------- | ----------------- | --------- |
| Sametitsino Instituti | Komkavsjiri       | 1979-1992 |
| Viktor Gotsiridze     | Delisi            | 1979-1992 |
| Delisi                | Viktor Gotsiridze | 1992-2006 |
| Sadguris Moedani I/II | Vagzlis Moedani   | 1966-2011 |

## Linjeövergångar
| N° | Övergång till             | Vid                 |
| -- | ------------------------- | ------------------- |
| 1  | Achmeteli-Varketililinjen | Sadguris Moedani II |

## Nutid och framtida utvecklingar
Idag breder Saburtalolinjen ut sig västerut i staden. Det första steget i utvecklingen är konstruktionen av en ny station, Universiteti (universitetet), som är planerad att stå klar 2011. Dessutom finns planer på att förlänga linjen österut, förbi Vagzlis Moedanistationen.